# Campionato europeo maschile di calcio 2008
Il campionato europeo di calcio 2008 o UEFA EURO 2008, noto anche come Austria-Svizzera 2008, è stata la tredicesima edizione dell'omonimo torneo, organizzato ogni quattro anni dall'Union of European Football Associations (UEFA).
Svoltosi in Austria ed in Svizzera, ha avuto inizio sabato 7 giugno 2008 e si è concluso domenica 29 giugno, giorno della finale svoltasi a Vienna tra le nazionali spagnola e tedesca, vinta dagli spagnoli per 1-0 con un gol di Fernando Torres.
Al torneo presero parte sedici squadre nazionali europee; due di esse, l'Austria e la Svizzera, erano qualificate di diritto in quanto le loro Federazioni appartenevano ai Paesi ospitanti la competizione; le altre quattordici erano uscite da una serie di qualificazioni durate dal settembre 2006 al novembre 2007.

## Innovazioni
Il regolamento sulla squalifica dei giocatori per somma di ammonizioni venne modificato il 20 maggio 2008 dal Consiglio dell'UEFA. Da allora, infatti, le ammonizioni sono azzerate al termine dei quarti di finale e non alla conclusione della fase a gironi: in questo modo, ha spiegato il Presidente dell'UEFA Michel Platini, si evita che un giocatore sia squalificato per la finale, premiando i giocatori che hanno raggiunto tale traguardo. I giocatori che non possono disputare la finale in quanto squalificati rimangono quindi solo quelli che hanno ricevuto un'espulsione in semifinale o ai quali è stata assegnata una squalifica di più giornate durante una precedente partita.
In questa edizione viene altresì introdotta una nuova versione del trofeo per la squadra vincitrice, la Coppa Henri Delaunay, che si connota per le maggiori dimensioni, una decorazione leggermente diversa e l'assenza del piedistallo squadrato.

## Qualificazioni
Di seguito si riporta una tabella riassuntiva dei gironi di qualificazione: sono evidenziate in verdino le nazionali qualificate, in rosa quelle escluse dalla competizione europea.
| Gruppo A                                                 | Gruppo B                                | Gruppo C                                              | Gruppo D                                   | Gruppo E                                      | Gruppo F                                                  | Gruppo G                                          |
| -------------------------------------------------------- | --------------------------------------- | ----------------------------------------------------- | ------------------------------------------ | --------------------------------------------- | --------------------------------------------------------- | ------------------------------------------------- |
| Polonia Portogallo                                       | Italia Francia                          | Grecia Turchia                                        | Rep. Ceca Germania                         | Croazia Russia                                | Spagna Svezia                                             | Romania Paesi Bassi                               |
|                                                          |                                         |                                                       |                                            |                                               |                                                           |                                                   |
| Finlandia Serbia Belgio Kazakistan Armenia* Azerbaigian* | Scozia Ucraina Lituania Georgia Fær Øer | Norvegia Bosnia ed Erzegovina Moldavia Ungheria Malta | Irlanda Slovacchia Galles Cipro San Marino | Inghilterra Israele Macedonia Estonia Andorra | Irlanda del Nord Danimarca Lettonia Islanda Liechtenstein | Bulgaria Bielorussia Albania Slovenia Lussemburgo |

* Armenia e Azerbaigian giocano solo 12 partite delle 14 previste per decisione UEFA non accordandosi sulle modalità di svolgimento delle gare tra le due nazionali. Non vengono assegnati punti per queste partite.
Sono qualificate d'ufficio ad Euro 2008 Austria e Svizzera in qualità di paesi ospitanti.

## Scelta della nazione organizzatrice
Austria e Svizzera si aggiudicarono l'organizzazione nel dicembre 2002 dopo essersi confrontate con le altre candidature propostesi per ospitare la manifestazione: Grecia/Turchia, Scozia/Irlanda (ritiratasi per la mancata disponibilità del Croke Park), Russia, Ungheria, Croazia/Bosnia ed Erzegovina e la candidatura nordica a quattro composta da Norvegia, Svezia, Danimarca e Finlandia. L'Austria si era già candidata in passato assieme all'Ungheria per ospitare il torneo continentale dell'edizione 2004, organizzazione poi affidata al Portogallo.
Prima delle ultime votazioni rimasero in gara le candidature di Austria/Svizzera, Ungheria e Grecia/Turchia; quest'ultima venne scartata, mentre le altre due si contesero l'assegnazione nella votazione finale.

## Stadi
Furono otto gli stadi scelti per ospitare la manifestazione:
| Austria | Austria                  | Austria                      | Austria            | Austria | Austria | Austria | Austria |
| Vienna | Klagenfurt               | Wals-Siezenheim (Salisburgo) | Innsbruck          |         |         |         |         |
| --- | ------------------------ | ---------------------------- | ------------------ | ------- | ------- | ------- | ------- |
| Ernst Happel Stadion | Hypo-Arena               | Stadion Wals-Siezenheim      | Tivoli-Neu Stadion |         |         |         |         |
| Capienza: 53295 | Capienza: 31957          | Capienza: 31020              | Capienza: 31600    |         |         |         |         |
| |                          |                              |                    |         |         |         |         |
| Vienna Klagenfurt Salisburgo InnsbruckCampionato europeo maschile di calcio 2008 (Austria) Basilea Berna Ginevra ZurigoCampionato europeo maschile di calcio 2008 (Svizzera) |                          |                              |                    |         |         |         |         |
| Svizzera |                          |                              |                    |         |         |         |         |
| Basilea | Berna                    | Lancy (Ginevra)              | Zurigo             |         |         |         |         |
| St. Jakob-Park | Stade de Suisse Wankdorf | Stade de Genève              | Stadio Letzigrund  |         |         |         |         |
| Capienza: 42000 | Capienza: 31907          | Capienza: 31228              | Capienza: 30000    |         |         |         |         |
| |                          |                              |                    |         |         |         |         |

Originariamente tra gli otto stadi era previsto l'Hardturm di Zurigo, ma a causa di alcuni problemi venne sostituito dal Letzigrund.
Per gli scontri ad eliminazione diretta, quindi dai quarti in poi, si è giocato esclusivamente a Basilea e Vienna. Lo stadio della finale è stato l'Ernst Happel Stadion.

## Squadre partecipanti
| Pr. | Squadra     | Data di qualificazione certa | Partecipante in quanto                                            | Partecipazioni precedenti al torneo                      |
| --- | ----------- | ---------------------------- | ----------------------------------------------------------------- | -------------------------------------------------------- |
| 1   | Austria     | 12 dicembre 2002             | Rappresentativa della nazione co-organizzatrice della fase finale | -                                                        |
| 2   | Svizzera    | 12 dicembre 2002             | Rappresentativa della nazione co-organizzatrice della fase finale | 2 (1996, 2004)                                           |
| 3   | Germania    | 13 ottobre 2007              | 2ª classificata nel gruppo D di qualificazione                    | 9 (1972, 1976, 1980, 1984, 1988, 1992, 1996, 2000, 2004) |
| 4   | Grecia      | 17 ottobre 2007              | 1ª classificata nel gruppo C di qualificazione                    | 2 (1980, 2004)                                           |
| 5   | Rep. Ceca   | 17 ottobre 2007              | 1ª classificata nel gruppo D di qualificazione                    | 6 (1960, 1976, 1980, 1996, 2000, 2004)                   |
| 6   | Romania     | 17 ottobre 2007              | 1ª classificata nel gruppo G di qualificazione                    | 3 (1984, 1996, 2000)                                     |
| 7   | Polonia     | 17 novembre 2007             | 1ª classificata nel gruppo A di qualificazione                    | -                                                        |
| 8   | Italia      | 17 novembre 2007             | 1ª classificata nel gruppo B di qualificazione                    | 6 (1968, 1980, 1988, 1996, 2000, 2004)                   |
| 9   | Francia     | 17 novembre 2007             | 2ª classificata nel gruppo B di qualificazione                    | 6 (1960, 1984, 1992, 1996, 2000, 2004)                   |
| 10  | Croazia     | 17 novembre 2007             | 1ª classificata nel gruppo E di qualificazione                    | 2 (1996, 2004)                                           |
| 11  | Spagna      | 17 novembre 2007             | 1ª classificata nel gruppo F di qualificazione                    | 7 (1964, 1980, 1984, 1988, 1996, 2000, 2004)             |
| 12  | Paesi Bassi | 17 novembre 2007             | 2ª classificata nel gruppo G di qualificazione                    | 7 (1976, 1980, 1988, 1992, 1996, 2000, 2004)             |
| 13  | Portogallo  | 21 novembre 2007             | 2ª classificata nel gruppo A di qualificazione                    | 4 (1984, 1996, 2000, 2004)                               |
| 14  | Turchia     | 21 novembre 2007             | 2ª classificata nel gruppo C di qualificazione                    | 2 (1996, 2000)                                           |
| 15  | Russia      | 21 novembre 2007             | 2ª classificata nel gruppo E di qualificazione                    | 8 (1960, 1964, 1968, 1972, 1988, 1992, 1996, 2004)       |
| 16  | Svezia      | 21 novembre 2007             | 2ª classificata nel gruppo F di qualificazione                    | 3 (1992, 2000, 2004)                                     |

Nota bene: nella sezione "partecipazioni precedenti al torneo" le date in grassetto indicano che la nazione ha vinto quella edizione del torneo, mentre le date in corsivo indicano l'edizione ospitata da una determinata squadra.

## Arbitri e assistenti
| Nazione     | Arbitro                | Assistenti                | Assistenti            |
| ----------- | ---------------------- | ------------------------- | --------------------- |
| Austria     | Konrad Plautz          | Egon Bereuter             | Markus Mayr           |
| Belgio      | Frank De Bleeckere     | Peter Hermans             | Alex Verstraeten      |
| Inghilterra | Howard Webb            | Darren Cann               | Mike Mullarkey        |
| Germania    | Herbert Fandel         | Carsten Kadach            | Volker Wezel          |
| Grecia      | Kyros Vassaras         | Dimitiris Bozartzidis     | Dimitiris Saraidaris  |
| Italia      | Roberto Rosetti        | Alessandro Griselli       | Paolo Calcagno        |
| Paesi Bassi | Pieter Vink            | Adriaan Inia              | Hans Ten Hoove        |
| Norvegia    | Tom Henning Øvrebø     | Geir Age Holen            | Jan Petter Randen     |
| Slovacchia  | Ľuboš Micheľ           | Roman Slysko              | Martin Balko          |
| Spagna      | Manuel Mejuto González | Juan Carlos Yuste Jimenez | Jesus Calvo Guadamuro |
| Svezia      | Peter Fröjdfeldt       | Stefan Wittberg           | Henrik Andren         |
| Svizzera    | Massimo Busacca        | Matthias Arnet            | Stephane Cuhat        |

### Ufficiali di bordo campo
| Nazione    | Quarto uomo          |
| ---------- | -------------------- |
| Croazia    | Ivan Bebek           |
| Polonia    | Grzegorz Gilewski    |
| Francia    | Stéphane Lannoy      |
| Portogallo | Olegário Benquerença |
| Ungheria   | Viktor Kassai        |
| Scozia     | Craig Thomson        |
| Islanda    | Kristinn Jakobsson   |
| Slovenia   | Damir Skomina        |

## Riassunto del torneo

### Fase a gironi

#### Gruppo A

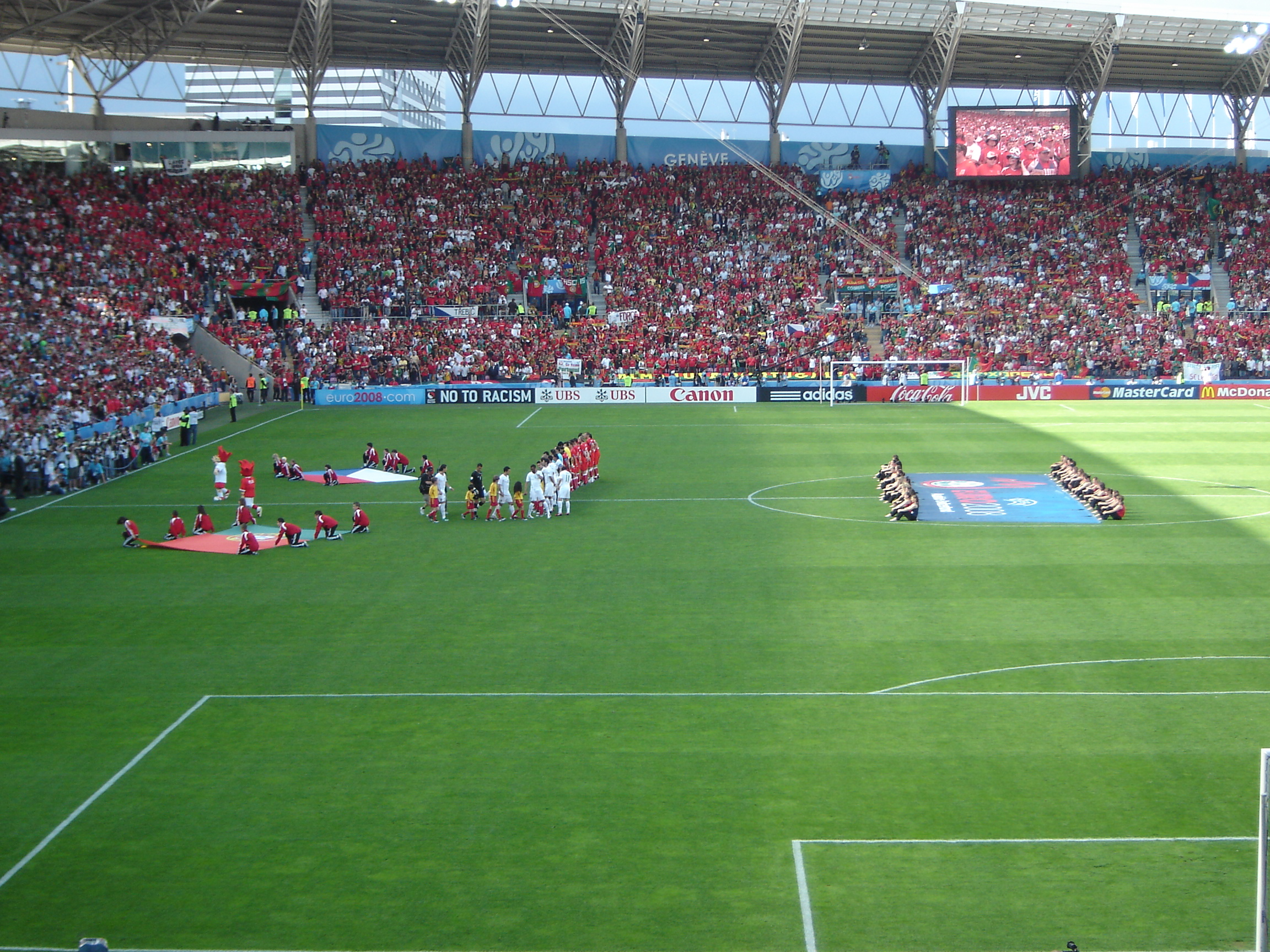
L'ingresso in campo di Portogallo e Repubblica Ceca, terza partita del girone A.

La gara inaugurale fu tra la Svizzera padrona di casa e la Repubblica Ceca e terminò con la vittoria dei cechi per 1-0 (rete di Svěrkoš). I vice campioni d'Europa del Portogallo, dopo aver sconfitto 2-0 la Turchia grazie alle reti di Pepe e Raul Meireles, si qualificarono per i quarti di finale con la vittoria per 3-1 sui cechi: Deco portò in vantaggio i portoghesi, poi arrivò il pari di Sionko a cui seguirono le reti di C. Ronaldo e Quaresma. La Turchia trovò la prima vittoria della competizione battendo la Svizzera 2-1 (all'iniziale vantaggio svizzero con Hakan Yakın risposero Semih Şentürk e Arda Turan); tale risultato condannò all'eliminazione i padroni di casa.
Nelle ultime due gare del girone, la Svizzera, già eliminata, batté a sorpresa il Portogallo per 2-0 (doppietta di Hakan Yakın), mentre la Turchia sconfisse 3-2 la Repubblica Ceca, conseguendo una storica qualificazione: i cechi passarono in vantaggio con Koller, poi raddoppiarono con Plašil, ma dal 70° i turchi diedero inizio alla rimonta, accorciando le distanze con Arda Turan e ribaltando la gara grazie alla doppietta di Nihat che segnò entrambe le reti a fine secondo tempo. Nonostante la sconfitta contro la Svizzera, il Portogallo vinse il gruppo A davanti alla Turchia grazie alla migliore differenza reti.

#### Gruppo B

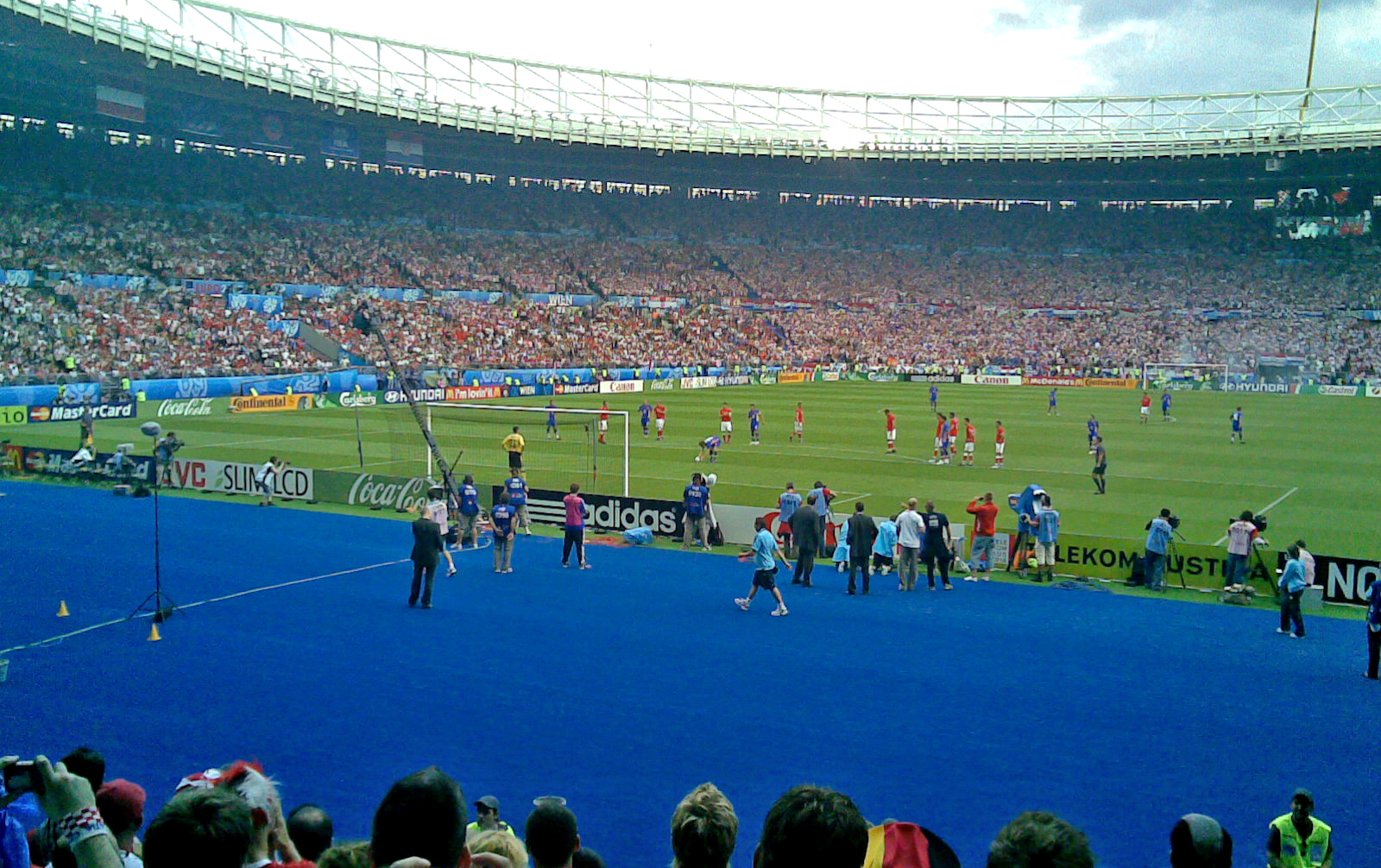
Modrić si appresta a battere il calcio di rigore che permetterà alla Croazia di aggiudicarsi la gara d'esordio contro l'Austria padrona di casa.

Anche l'altra padrona di casa, l'Austria, esordì con una sconfitta: gli austriaci vennero battuti dalla Croazia per 1-0, gara decisa da un rigore di Modrić realizzato al quarto minuto di gioco. Nell'altra gara, la Germania sconfisse 2-0 la Polonia grazie alla doppietta di Podolski. La Croazia strappò la qualificazione già nella seconda gara, battendo 2-1 la Germania (reti di Srna e Olić per i croati e Podolski per i tedeschi), mentre Austria e Polonia pareggiarono 1-1 (al momentaneo vantaggio di Guerreiro rispose la rete di Vastić su rigore nei minuti di recupero del secondo tempo).
Con la vittoria di misura sulla Polonia per 1-0 (rete di Klasnić), la Croazia si assicurò il primo posto del girone. La qualificazione ai quarti fu ottenuta anche dalla Germania che nell'ultima gara sconfisse 1-0 l'Austria grazie alla rete di capitan Ballack.

#### Gruppo C

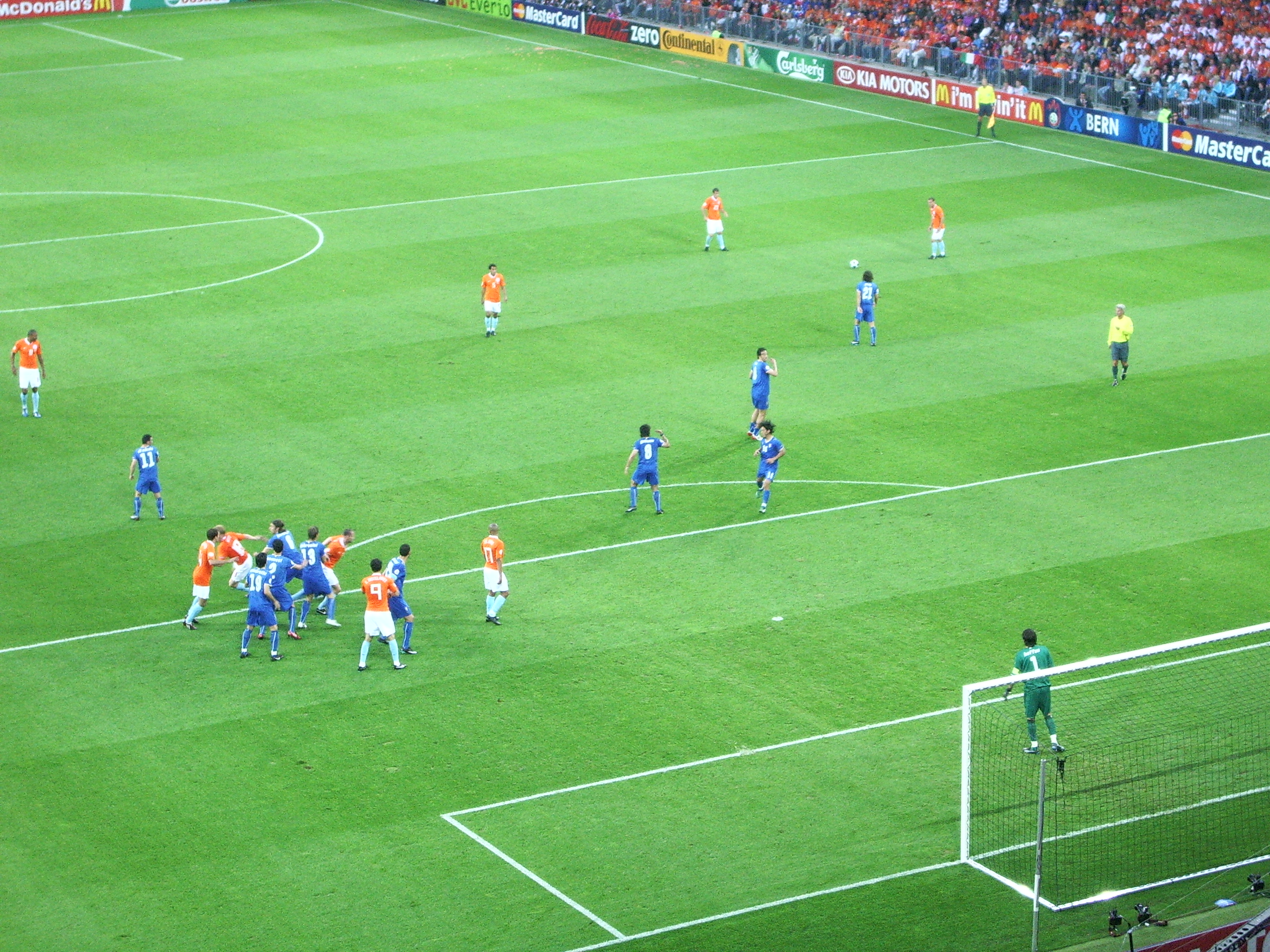
Una fase di gioco di Olanda-Italia, gara vinta a sorpresa dagli Oranje che inflissero ai campioni del mondo in carica un netto 3-0.

Il gruppo C venne definito «girone di ferro», considerata la presenza di Italia e Francia, finaliste del campionato mondiale di due anni prima. L'Olanda si aggiudicò il primato con l'en-plein di successi: sconfisse prima gli azzurri con un netto 3-0 (reti di van Nistelrooy, Sneijder e van Bronckhorst) e poi i transalpini con un altrettanto roboante 4-1 (reti di Kuijt, van Persie e Sneijder per gli olandesi e Henry per i francesi), chiudendo con una vittoria sulla Romania per 2-0 (reti di Huntelaar e van Persie).
Dopo la sconfitta all'esordio contro gli Oranje, i campioni del mondo italiani non andarono oltre l'1-1 con la Romania: Mutu portò in vantaggio i rumeni, ma un minuto dopo Panucci riportò la gara in parità; a dieci minuti dalla fine, Buffon parò un rigore a Mutu, evitando agli azzurri una precoce eliminazione dal torneo. L'Italia strappò l'accesso ai quarti all'ultima giornata, battendo la Francia e approfittando della vittoria degli Oranje ai danni dei rumeni. In una riedizione della finale mondiale di due anni prima, gli azzurri andarono a segno con Pirlo su rigore e De Rossi su punizione, distruggendo le speranze dei Bleus, che, per quasi tutta la gara, erano anche rimasti in dieci uomini per l'espulsione di Abidal.

#### Gruppo D

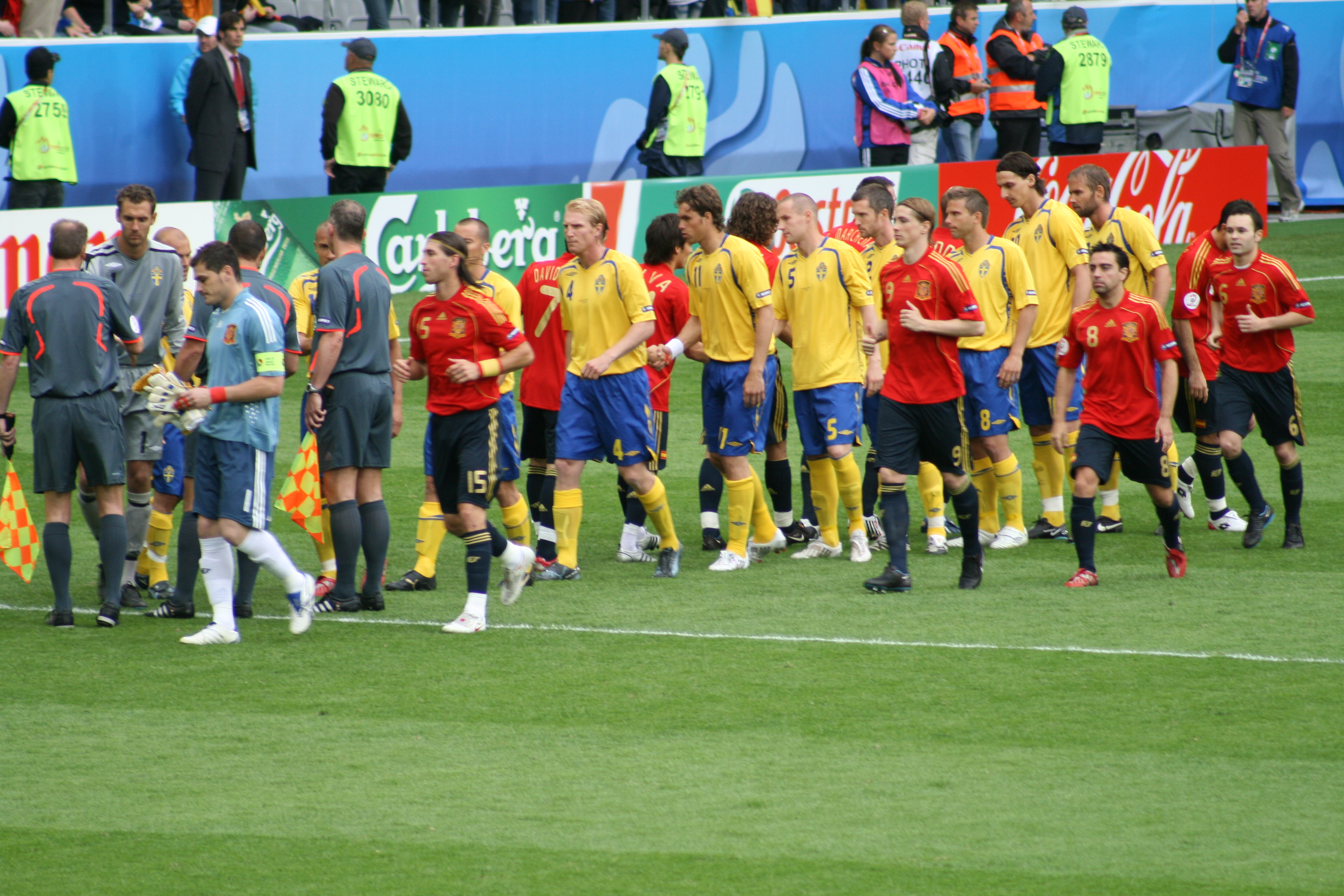
L'ingresso in campo di Spagna e Svezia, terza gara del girone D.

L'ultimo raggruppamento vide contrapporsi Spagna, Grecia e Russia, sorteggiati insieme anche quattro anni prima, insieme alla Svezia. Le Furie Rosse vinsero tre partite su tre. All'esordio sconfissero la Russia per 4-1 (tripletta di Villa e rete di Fabregas, mentre Pavljučenko siglò l'unica rete per i russi), poi batterono la Svezia (reti di Torres, pareggio di Ibrahimović e gol vittoria di Villa nei minuti di recupero del secondo tempo) e la Grecia (vantaggio dei greci con Charisteas, pareggio di de la Red e gol vittoria di Güiza).
La Grecia, campione d'Europa in carica, deluse le aspettative, venendo subito estromessa dal torneo. All'esordio perse 2-0 contro la Svezia (reti di Ibrahimović e Hansson), poi subì una sconfitta di misura contro la Russia (1-0, rete di Zyrjanov) prima di incappare nel già citato k.o. con gli iberici. A capeggiare la classifica fu quindi la Spagna, qualificata assieme alla Russia; venne invece estromessa la Svezia che, nell'ultima gara del girone, perse 2-0 proprio contro i russi (reti di Pavljučenko e Aršavin).

### Fase a eliminazione diretta

#### Quarti di finale
Il primo quarto si disputò tra Germania e Portogallo, con i tedeschi che si portarono sul 2-0 già nel primo tempo grazie alle reti di Schweinsteiger e Klose. Nel secondo tempo, Nuno Gomes riaccese le speranze dei portoghesi, siglando il gol del momentaneo 2-1. I tedeschi chiusero però la contesa grazie alla rete di capitan Ballack, mentre la rete di Postiga fissò il risultato sul 3-2 definitivo.
La sfida tra Turchia e Croazia si risolse ai rigori, dopo che i supplementari erano terminati 1-1: Klasnić portò in vantaggio i croati al 119°, ma Semih Şentürk rispose con un incredibile gol all'ultimo secondo: gli slavi fallirono tre conclusioni dal dischetto con Modrić, Rakitić e Petrić, lasciando così il torneo.

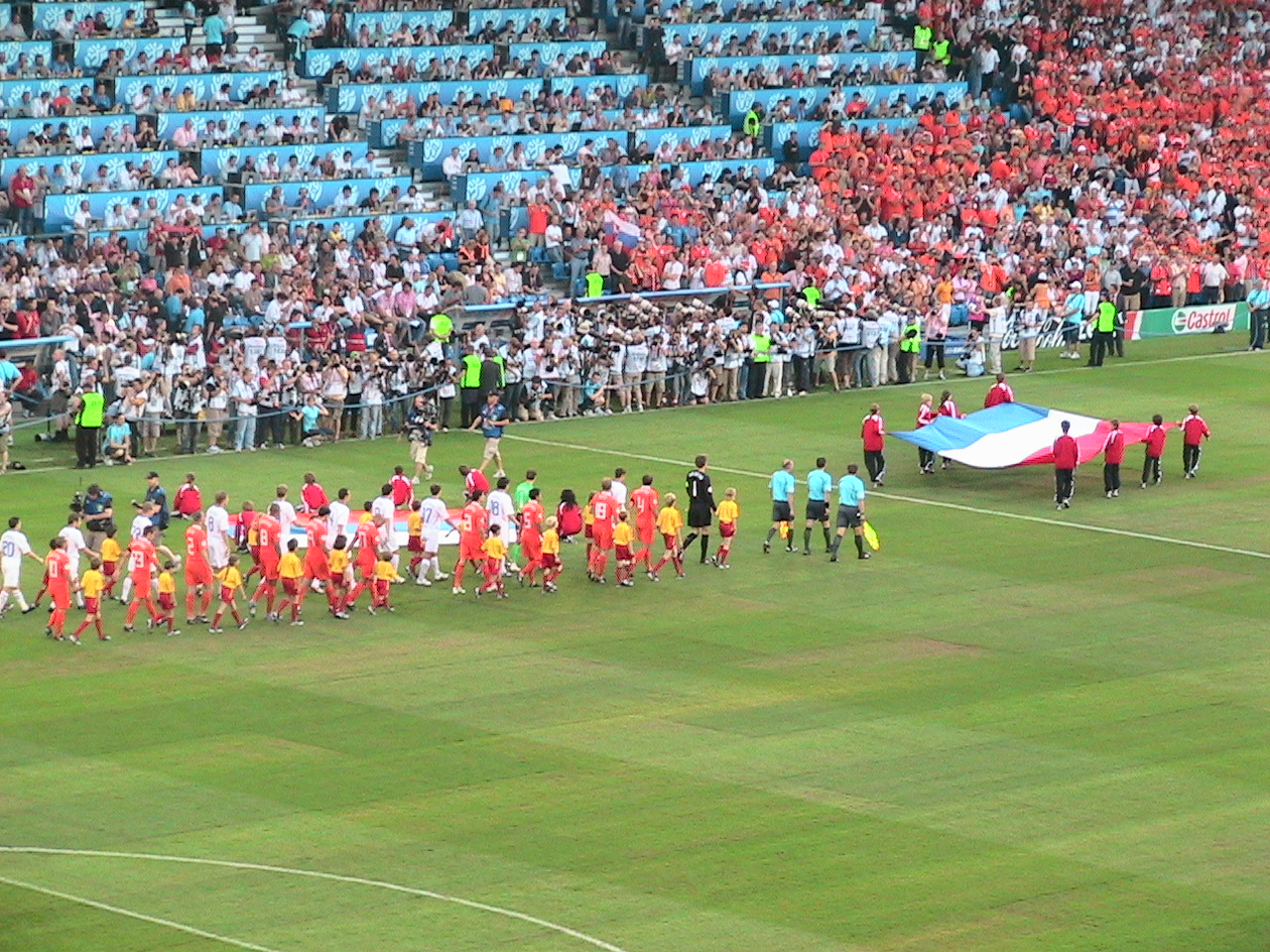
L'entrata in campo di Olanda e Russia, gara che terminò con la clamorosa eliminazione degli Oranje.

La Russia passò in vantaggio contro l'Olanda grazie a Pavljučenko, subendo il pari con van Nistelrooy nella ripresa: ai supplementari, gli arancioni subirono le reti di Torbinskij e Aršavin, crollando 3-1.
Anche la partita tra Italia e Spagna si decise dagli undici metri, dopo una gara ben povera di emozioni: la sequenza finale premiò gli iberici, con il punteggio di 4-2. A condannare i campioni del mondo furono gli errori di De Rossi e Di Natale, mentre l'unico a non andare a segno degli iberici fu Güiza; il rigore decisivo venne trasformato da Fábregas, che qualificò la Spagna alla semifinale.

#### Semifinali
La Turchia, con una squadra decimata da infortuni e squalifiche, disputò la prima semifinale della sua storia nella manifestazione continentale, arrendendosi però alla Germania, che vinse ancora per 3-2. Boral portò in vantaggio i turchi, ma i tedeschi risposero con Schweinsteiger e Klose. Semih Şentürk riportò il match in parità, ma al 90° Lahm siglò la rete del definitivo 3-2, beffando gli avversari e qualificando la Germania alla finale.
L'altro incontro mise di fronte Spagna e Russia, già sfidatesi durante i gironi: le Furie Rosse ebbero la meglio per 3-0 (reti di Xavi, Güiza e Silva), ritrovando la finale dopo ventiquattro anni. I russi conquistarono invece il miglior piazzamento dal 1991, ovvero dalla scomparsa dell'Unione Sovietica.

#### Finale

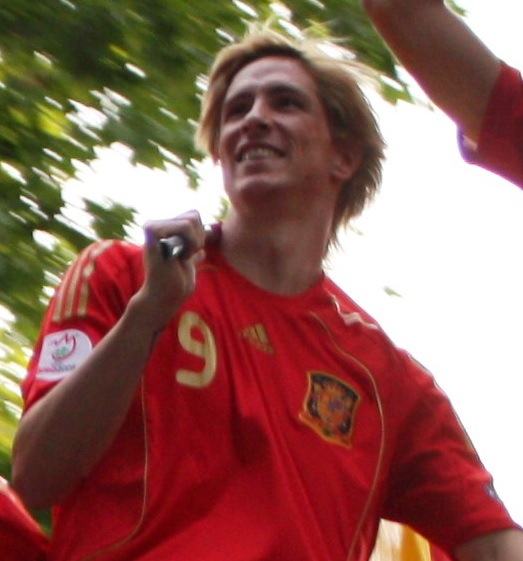
Torres, autore dell'unico gol che decise la finale del campionato europeo 2008.

Nella capitale austriaca, furono Spagna e Germania a contendersi il titolo. Nella finale giocata il 29 giugno allo stadio Ernst Happel di Vienna, gli spagnoli cercarono la loro seconda vittoria nel torneo continentale dopo il campionato europeo del 1964, mentre la Germania puntò a vincere il suo quarto Europeo dopo quelli del 1972, 1980 e 1996.
Privo dell'infortunato Villa, il commissario tecnico degli spagnoli, Aragonés, preferì giocare con il solo Torres davanti, schierando sin dall'inizio Fábregas, che aveva fatto molto bene contro la Russia. Il commissario tecnico dei tedeschi, Löw, riuscì a recuperare capitan Ballack, reduce da un problema al polpaccio che lo aveva messo in dubbio alla vigilia.
Al 33° Xavi lanciò proprio El Niño, che superò in velocità Lahm, anticipò il portiere tedesco Lehmann e siglò il gol decisivo. I tedeschi non riuscirono a raggiungere il pari e, così, gli iberici, dopo aver sfiorato più volte il raddoppio, conquistarono il secondo titolo europeo della loro storia.
La Spagna concluse il torneo da imbattuta, avendo vinto tutte le partite del torneo (ad eccezione di quella con l'Italia, terminata solo ai rigori), e con il miglior attacco (12 gol). Tre calciatori della Roja si aggiudicarono i riconoscimenti di miglior portiere (Casillas), capocannoniere (Villa) e miglior giocatore (Xavi).

## Risultati

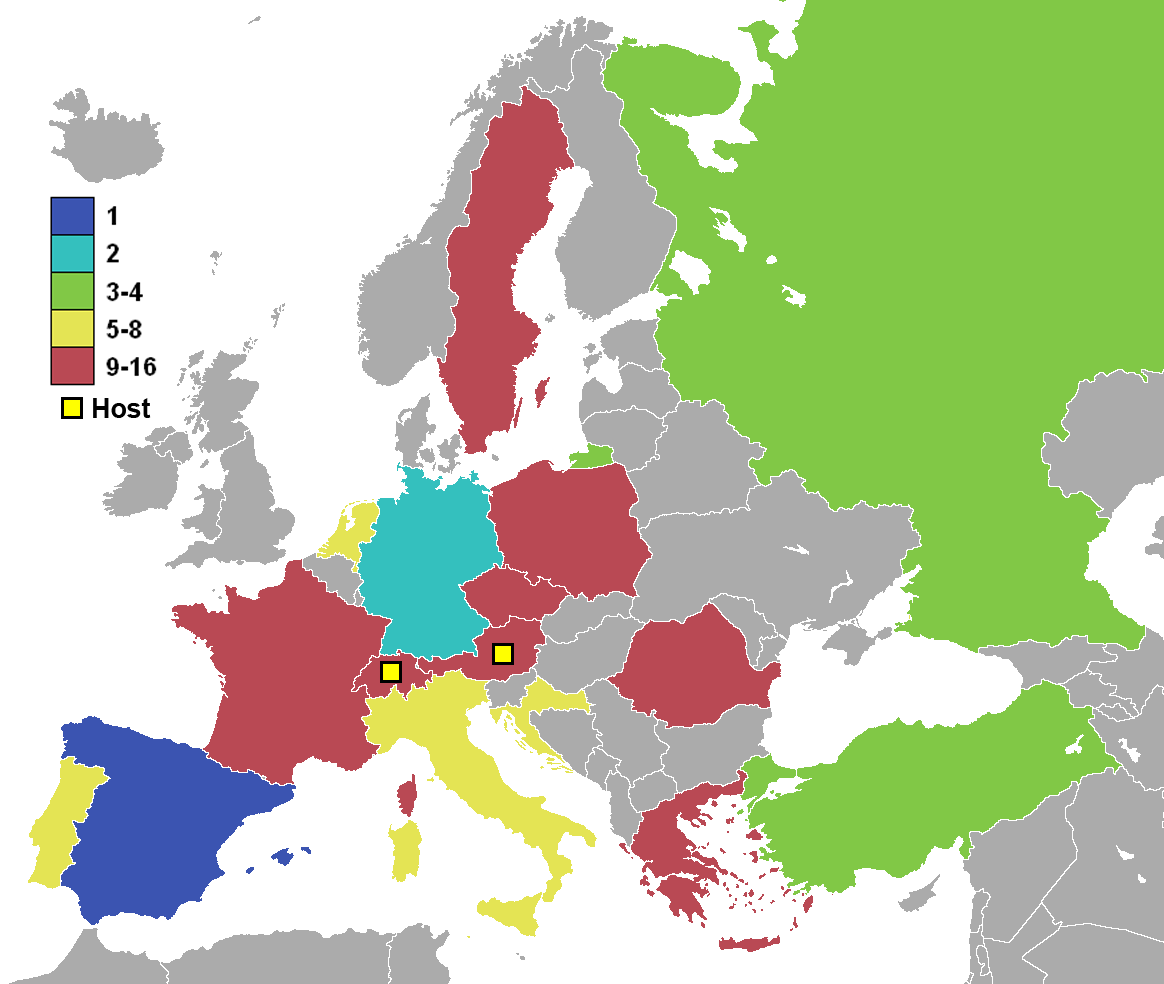
Piazzamenti delle nazionali

### Fase a gironi
I criteri di qualificazione ai quarti di finale.
Ai quarti di finale si qualificavano le prime due squadre di ogni girone. In caso di parità si guardavano:
- punti negli scontri diretti;
- differenza reti negli scontri diretti;
- gol negli scontri diretti;
- differenza reti generale;
- gol segnati nel girone;
- coefficiente di federazione;
- fair play;
- sorteggio.

Agli effetti pratici, però, gli ultimi due discriminanti erano inutili, avendo ognuna delle sedici partecipanti un diverso coefficiente.
Inoltre, se in una delle due gare dell'ultima giornata del girone si fossero incontrate due squadre che avessero conquistato fino a quel momento lo stesso numero di punti, segnando e subendo lo stesso numero di reti, e qualora tale gara fosse terminata in parità sarebbero stati battuti i calci di rigore dal cui esito sarebbe dipesa la classifica delle due squadre (in pratica, "sostituendo" il coefficiente di federazione).
Tale procedura, presente anche nell'edizione 2004, è però applicabile a patto che nessuna delle altre due squadre del girone potesse ritrovarsi, anche solo teoricamente, con gli stessi punti delle due squadre in questione. Ad esempio: Rep. Ceca-Turchia del Gruppo A prevedeva i calci di rigore, in quanto né Portogallo né Svizzera potevano terminare a quattro punti, mentre nel Gruppo C per Francia-Italia non erano previsti i rigori, in quanto anche la Romania avrebbe potuto terminare a quota due punti. Ad ogni modo, non è mai stato necessario ricorrere a tale soluzione.

#### Gruppo A

##### Classifica
| Pos. | Squadra    | Pt | G | V | N | P | GF | GS | DR |
| ---- | ---------- | -- | - | - | - | - | -- | -- | -- |
| 1.   | Portogallo | 6  | 3 | 2 | 0 | 1 | 5  | 3  | +2 |
| 2.   | Turchia    | 6  | 3 | 2 | 0 | 1 | 5  | 5  | 0  |
| 3.   | Rep. Ceca  | 3  | 3 | 1 | 0 | 2 | 4  | 6  | -2 |
| 4.   | Svizzera   | 3  | 3 | 1 | 0 | 2 | 3  | 3  | 0  |

##### Incontri
| Arbitro: | Rosetti |

|  |           |             |
|  | Marcatori | 71’ Svěrkoš |

| Arbitro: | Fandel |

|                              |           |  |
| Pepe 61’ Raul Meireles 90+3’ | Marcatori |  |

| Arbitro: | Vassaras |

|            |           |                                       |
| Sionko 17’ | Marcatori | 8’ Deco 63’ C. Ronaldo 90+1’ Quaresma |

| Arbitro: | Michel' |

|              |           |                              |
| H. Yakın 32’ | Marcatori | 57’ Semih Şentürk 90+2’ Arda |

| Arbitro: | Plautz |

|                          |           |  |
| H. Yakın 71’, 83’ (rig.) | Marcatori |  |

| Arbitro: | Fröjdfeldt |

|                        |           |                       |
| Arda 75’ Nihat 88’ 90’ | Marcatori | 34’ Koller 62’ Plašil |

#### Gruppo B

##### Classifica
| Pos. | Squadra  | Pt | G | V | N | P | GF | GS | DR |
| ---- | -------- | -- | - | - | - | - | -- | -- | -- |
| 1.   | Croazia  | 9  | 3 | 3 | 0 | 0 | 4  | 1  | +3 |
| 2.   | Germania | 6  | 3 | 2 | 0 | 1 | 4  | 2  | +2 |
| 3.   | Austria  | 1  | 3 | 0 | 1 | 2 | 1  | 3  | -2 |
| 4.   | Polonia  | 1  | 3 | 0 | 1 | 2 | 1  | 4  | -3 |

##### Incontri
| Arbitro: | Vink |

|  |           |                  |
|  | Marcatori | 4’ (rig.) Modrić |

| Arbitro: | Øvrebø |

|                  |           |  |
| Podolski 20’ 72’ | Marcatori |  |

| Arbitro: | De Bleeckere |

|                   |           |              |
| Srna 24’ Olić 62’ | Marcatori | 79’ Podolski |

| Arbitro: | Webb |

|                     |           |               |
| Vastić 90+3’ (rig.) | Marcatori | 30’ Guerreiro |

| Arbitro: | Vassaras |

|  |           |             |
|  | Marcatori | 52’ Klasnić |

| Arbitro: | Mejuto González |

|  |           |             |
|  | Marcatori | 49’ Ballack |

#### Gruppo C

##### Classifica
| Pos. | Squadra     | Pt | G | V | N | P | GF | GS | DR |
| ---- | ----------- | -- | - | - | - | - | -- | -- | -- |
| 1.   | Paesi Bassi | 9  | 3 | 3 | 0 | 0 | 9  | 1  | +8 |
| 2.   | Italia      | 4  | 3 | 1 | 1 | 1 | 3  | 4  | -1 |
| 3.   | Romania     | 2  | 3 | 0 | 2 | 1 | 1  | 3  | -2 |
| 4.   | Francia     | 1  | 3 | 0 | 1 | 2 | 1  | 6  | -5 |

##### Incontri
| Zurigo 9 giugno 2008, ore 18:00 UTC+2 | Romania         | 0 – 0 referto | Francia | Stadio Letzigrund (30.585 spett.)\| Arbitro: \| Mejuto González \| |
| Arbitro:                              | Mejuto González |               |         |                                                                    |

| Arbitro: | Fröjdfeldt |

|                                                     |           |  |
| van Nistelrooy 26’ Sneijder 31’ van Bronckhorst 79’ | Marcatori |  |

| Arbitro: | Øvrebø |

|             |           |          |
| Panucci 56’ | Marcatori | 55’ Mutu |

| Arbitro: | Fandel |

|                                                   |           |           |
| Kuijt 9’ van Persie 59’ Robben 72’ Sneijder 90+2’ | Marcatori | 71’ Henry |

| Arbitro: | Busacca |

|                              |           |  |
| Huntelaar 54’ van Persie 87’ | Marcatori |  |

| Arbitro: | Micheľ |

|  |           |                               |
|  | Marcatori | 25’ (rig.) Pirlo 62’ De Rossi |

#### Gruppo D

##### Classifica
| Pos. | Squadra | Pt | G | V | N | P | GF | GS | DR |
| ---- | ------- | -- | - | - | - | - | -- | -- | -- |
| 1.   | Spagna  | 9  | 3 | 3 | 0 | 0 | 8  | 3  | +5 |
| 2.   | Russia  | 6  | 3 | 2 | 0 | 1 | 4  | 4  | 0  |
| 3.   | Svezia  | 3  | 3 | 1 | 0 | 2 | 3  | 4  | -1 |
| 4.   | Grecia  | 0  | 3 | 0 | 0 | 3 | 1  | 5  | -4 |

##### Incontri
| Arbitro: | Plautz |

|                                  |           |                 |
| Villa 20’ 44’ 75’ Fàbregas 90+1’ | Marcatori | 86’ Pavljučenko |

| Arbitro: | Busacca |

|  |           |                             |
|  | Marcatori | 67’ Ibrahimović 72’ Hansson |

| Arbitro: | Vink |

|                 |           |                        |
| Ibrahimović 34’ | Marcatori | 15’ Torres 90+2’ Villa |

| Arbitro: | Rosetti |

|  |           |              |
|  | Marcatori | 33’ Zyrjanov |

| Arbitro: | Webb |

|                |           |                         |
| Charisteas 42’ | Marcatori | 61’ de la Red 88’ Güiza |

| Arbitro: | De Bleeckere |

|                             |           |  |
| Pavljučenko 24’ Aršavin 50’ | Marcatori |  |

### Fase ad eliminazione diretta

#### Tabellone
|  | Quarti di finale | Quarti di finale | Quarti di finale |         |          | Semifinali | Semifinali | Semifinali |  |  | Finale | Finale | Finale |  |
|  |                  |                  |                  |         |          |            |            |            |  |  |        |        |        |  |
|  | 1A               | Portogallo       | 2                |         |          |            |            |            |  |  |        |        |        |  |
|  | 1A               | Portogallo       | 2                |         |          |            |            |            |  |  |        |        |        |  |
|  | 2B               | Germania         | 3                |         |          |            |            |            |  |  |        |        |        |  |
|  | 2B               | Germania         | 3                |         | Germania | Germania   | 3          |            |  |  |        |        |        |  |
|  |                  |                  |                  |         | Germania | Germania   | 3          |            |  |  |        |        |        |  |
|  |                  |                  | Turchia          | Turchia | 2        |            |            |            |  |  |        |        |        |  |
|  | 1B               | Croazia          | Turchia          | Turchia | 2        | 1 (1)      |            |            |  |  |        |        |        |  |
|  | 1B               | Croazia          |                  |         |          |            |            |            |  |  |        |        |        |  |
|  | 2A               | Turchia (dtr)    | 1 (3)            |         |          |            |            |            |  |  |        |        |        |  |
|  | 2A               | Turchia (dtr)    | 1 (3)            |         | Germania | Germania   | 0          |            |  |  |        |        |        |  |
|  |                  |                  |                  |         |          |            |            |            |  |  |        |        |        |  |
|  |                  |                  | Spagna           | Spagna  | 1        |            |            |            |  |  |        |        |        |  |
|  | 1C               | Paesi Bassi      | Spagna           | Spagna  | 1        | 1          |            |            |  |  |        |        |        |  |
|  | 1C               | Paesi Bassi      |                  |         |          |            |            |            |  |  |        |        |        |  |
|  | 2D               | Russia (dts)     | 3                |         |          |            |            |            |  |  |        |        |        |  |
|  | 2D               | Russia (dts)     | 3                |         | Russia   | Russia     | 0          |            |  |  |        |        |        |  |
|  |                  |                  |                  |         | Russia   | Russia     | 0          |            |  |  |        |        |        |  |
|  |                  |                  | Spagna           | Spagna  | 3        |            |            |            |  |  |        |        |        |  |
|  | 1D               | Spagna (dtr)     | Spagna           | Spagna  | 3        | 0 (4)      |            |            |  |  |        |        |        |  |
|  | 1D               | Spagna (dtr)     |                  |         |          |            |            |            |  |  |        |        |        |  |
|  | 2C               | Italia           | 0 (2)            |         |          |            |            |            |  |  |        |        |        |  |

#### Quarti di finale
| Arbitro: | Fröjdfeldt |

|                            |           |                                          |
| Nuno Gomes 40’ Postiga 87’ | Marcatori | 22’ Schweinsteiger 26’ Klose 61’ Ballack |

| Arbitro: | Rosetti |

|                            |                      |                              |
| Klasnić 119’               | Marcatori            | 120+2’ Semih Şentürk         |
| Modrić Srna Rakitić Petrić | Tiri di rigore 1 – 3 | Turan Şentürk Hamit Altıntop |

| Arbitro: | Micheľ |

|                    |           |                                              |
| van Nistelrooy 86’ | Marcatori | 56’ Pavljučenko 112’ Torbinskij 116’ Aršavin |

| Arbitro: | Fandel |

|                                    |                      |                                      |
| Villa Cazorla Senna Güiza Fàbregas | Tiri di rigore 4 – 2 | Grosso De Rossi Camoranesi Di Natale |

#### Semifinali
| Arbitro: | Busacca |

|                                       |           |                             |
| Schweinsteiger 26’ Klose 79’ Lahm 90’ | Marcatori | 22’ Boral 86’ Semih Şentürk |

| Arbitro: | De Bleeckere |

|  |           |                              |
|  | Marcatori | 50’ Xavi 73’ Güiza 82’ Silva |

#### Finale
| Arbitro: | Rosetti |

|  |           |            |
|  | Marcatori | 33’ Torres |

## Statistiche

### Classifica marcatori
4 reti
- David Villa

3 reti
- Lukas Podolski
- Roman Pavljučenko
- Hakan Yakın (1 rig.)
- Semih Şentürk

2 reti
- Ivan Klasnić
- Michael Ballack
- Miroslav Klose
- Bastian Schweinsteiger
- Wesley Sneijder
- Ruud van Nistelrooy
- Robin van Persie
- Andrej Aršavin
- Daniel Güiza
- Fernando Torres
- Zlatan Ibrahimović
- Arda Turan
- Nihat Kahveci

1 rete
- Ivica Vastić (1 rig.)
- Luka Modrić (1 rig.)
- Ivica Olić
- Darijo Srna
- Thierry Henry
- Philipp Lahm
- Angelos Charisteas
- Daniele De Rossi
- Christian Panucci
- Andrea Pirlo (1 rig.)
- Klaas-Jan Huntelaar
- Dirk Kuijt
- Arjen Robben
- Giovanni van Bronckhorst
- Roger Guerreiro
- Cristiano Ronaldo
- Deco
- Hélder Postiga
- Nuno Gomes
- Pepe
- Ricardo Quaresma
- Raul Meireles
- Jan Koller
- Jaroslav Plašil
- Libor Sionko
- Václav Svěrkoš
- Adrian Mutu
- Dmitrij Torbinskij
- Konstantin Zyrjanov
- David Silva
- Rubén de la Red
- Cesc Fàbregas
- Xavi
- Petter Hansson
- Uğur Boral

### Record
- Gol più veloce:  Luka Modrić (Austria Croazia, fase a gironi, 8 giugno) (4º minuto)
- Gol più lento:  Semih Şentürk (Croazia-Turchia, quarti di finale, 120+2º minuto)
- Primo gol:  Václav Svěrkoš (Svizzera-Rep. Ceca, partita inaugurale, 7 giugno, 71º minuto)
- Ultimo gol:  Fernando Torres (Germania-Spagna, finale, 29 giugno, 33º minuto)
- Miglior attacco:  Spagna (12 reti segnate)
- Peggior attacco:  Austria,  Polonia,  Ungheria,  Francia e  Grecia (1 rete segnata)
- Miglior difesa:  Croazia (2 reti subite)
- Peggior difesa:  Turchia e  Russia (8 reti subite)
- Miglior differenza reti:  Paesi Bassi (+8)
- Partita con il maggior numero di gol:  Spagna-Russia  4-1 (fase a gironi, 10 giugno),  Paesi Bassi-Francia  4-1 (fase a gironi, 13 giugno),  Turchia-Rep. Ceca  3-2 (fase a gironi, 15 giugno),  Portogallo-Germania  2-3 (quarti di finale, 19 giugno) e  Germania-Turchia  3-2 (semifinali, 25 giugno) (5 gol)
- Partita con il maggior scarto di gol:  Paesi Bassi-Italia  3-0 (fase a gironi, 9 giugno),  Spagna-Russia  4-1 (fase a gironi, 10 giugno),  Paesi Bassi-Francia  4-1 (fase a gironi, 13 giugno) e  Russia-Spagna  0-3 (semifinali, 26 giugno) (3 gol di scarto)
- Partite con il maggior numero di spettatori:  Austria-Croazia  (fase a gironi, 8 giugno),  Austria-Polonia  (fase a gironi, 12 giugno),  Austria-Germania  (fase a gironi, 16 giugno),  Croazia-Turchia  (quarti di finale, 20 giugno),  Russia-Spagna  (semifinali, 3 luglio) e  Germania-Spagna  (finale, 3 luglio) (51,428 spettatori)
- Partite con il minor numero di spettatori:  Portogallo-Turchia  (fase a gironi, 7 giugno),  Rep. Ceca-Portogallo  (fase a gironi, 11 giugno) e  Turchia-Rep. Ceca  (fase a gironi, 15 giugno) (29,106 spettatori)
- Media spettatori: 36,903 (9º posto nella storia degli Europei di calcio)

## Premi
- Giocatore del torneo Castrol[31]:  Xavi
- Miglior marcatore:  David Villa (4)
- Miglior portiere:  Iker Casillas

Squadra del torneo
| Portieri                                         | Difensori                                                                 | Centrocampisti | Attaccanti                                                   |
| ------------------------------------------------ | ------------------------------------------------------------------------- | --- | ------------------------------------------------------------ |
| Gianluigi Buffon Iker Casillas Edwin van der Sar | José Bosingwa Philipp Lahm Carlos Marchena Pepe Carles Puyol Jurij Žirkov | Hamit Altıntop Luka Modrić Marcos Senna Xavi Hernández Konstantin Zyrjanov Michael Ballack Cesc Fàbregas Andrés Iniesta Lukas Podolski Wesley Sneijder | Andrej Aršavin Roman Pavljučenko Fernando Torres David Villa |

## La squadra vincitrice
| Spagna                             | Spagna                     | Spagna         |
| Numero                             | Giocatore                  | Squadra 2008   |
| Portieri                           | Portieri                   | Portieri       |
| ---------------------------------- | -------------------------- | -------------- |
| 1                                  | Iker Casillas              | Real Madrid    |
| 13                                 | Andrés Palop               | Siviglia       |
| 23                                 | José Manuel Reina          | Liverpool      |
| Difensori                          |                            |                |
| 2                                  | Raúl Albiol                | Valencia       |
| 3                                  | Fernando Navarro           | Maiorca        |
| 4                                  | Carlos Marchena            | Valencia       |
| 5                                  | Carles Puyol               | Barcellona     |
| 11                                 | Joan Capdevila             | Villarreal     |
| 15                                 | Sergio Ramos               | Real Madrid    |
| 18                                 | Álvaro Arbeloa             | Liverpool      |
| 20                                 | Juanito                    | Betis          |
| Centrocampisti                     |                            |                |
| 6                                  | Andrés Iniesta             | Barcellona     |
| 8                                  | Xavi                       | Barcellona     |
| 10                                 | Cesc Fàbregas              | Arsenal        |
| 12                                 | Santiago Cazorla           | Villarreal     |
| 14                                 | Xabi Alonso                | Liverpool      |
| 19                                 | Marcos Senna               | Villarreal     |
| 21                                 | David Silva                | Valencia       |
| 22                                 | Rubén de la Red            | Getafe         |
| Attaccanti                         |                            |                |
| 7                                  | David Villa                | Valencia       |
| 9                                  | Fernando Torres            | Liverpool      |
| 16                                 | Sergio García de la Fuente | Real Saragozza |
| 17                                 | Daniel Güiza               | Maiorca        |
| Commissario tecnico: Luis Aragonés |                            |                |